# Benni Ljungbeck
Benni Ljungbeck (20 luglio 1958) è un ex lottatore svedese, specializzato nella lotta greco-romana.

## Palmarès
- Giochi olimpici

Mosca 1980: bronzo nei pesi gallo.